# Plan incliné de la côte d'Ans

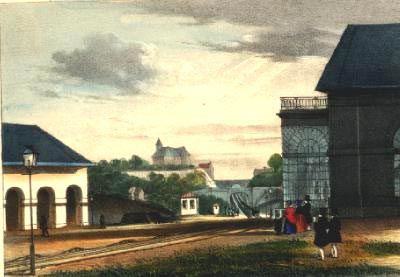
Henri Borremans Ligne de Bruxelles à la frontière de Prusse - Vue des Plans inclinés à Liège - 1843

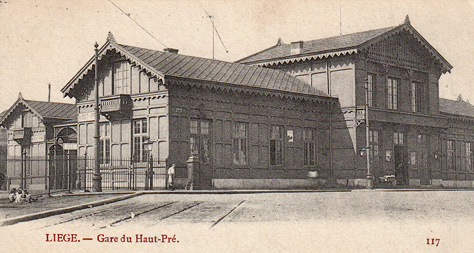
L'ancienne gare du Haut-Pré

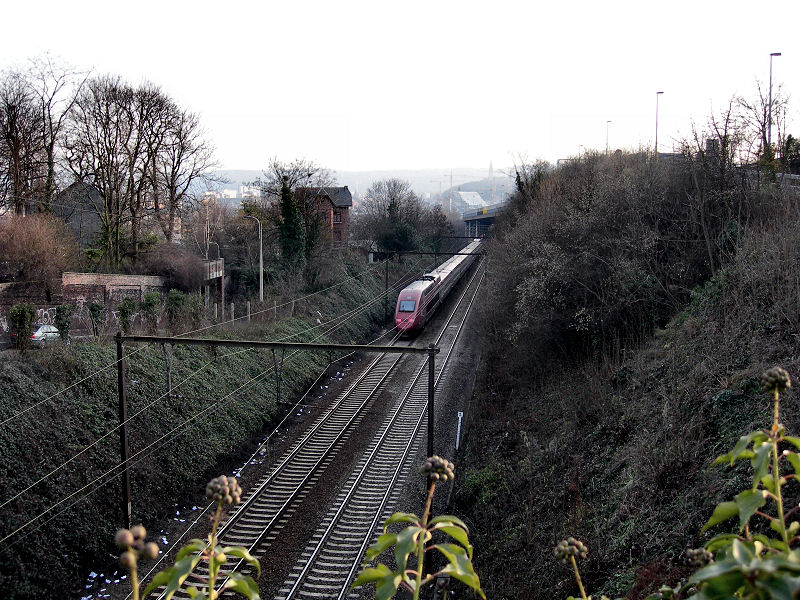
Thalys descendant la côte d'Ans sur le site autrefois desservi par le plan incliné

Le plan incliné de la côte d'Ans était un ouvrage d'ingénierie permettant aux trains venant de la vallée de la Meuse à Liège de monter sur le plateau hesbignon pour atteindre Bruxelles (actuelle ligne 36). Bien sûr, le « plan incliné » subsiste au sens géographique dans la mesure où cette expression peut s'appliquer à la section Ans – Liège de l'assiette de la ligne 36 ; mais l'ouvrage d’ingénierie correspondant, qui permettait de tracter les trains venant de Liège au moyen d'un câble actionné par une machine à poste fixe, est inutilisé depuis 1871 et détruit depuis 1879. Un dénivelé de 110 m était ainsi racheté avec une pente de 30 ‰, soit près du double de ce qu'une locomotive à vapeur standard pouvait généralement affronter avec une charge moyenne.

## Le contexte
Dès les premiers jours de l'État belge en 1830, les communications dans le pays et vers l'étranger furent une préoccupation majeure, et notamment d'Anvers vers le Rhin, qui n'était désormais plus accessible via les Pays-Bas étant donné le conflit en cours.
L'invention en Angleterre du chemin de fer par George Stephenson allait permettre de résoudre ce problème.
Le 5 mai 1835, la ligne Bruxelles-Malines des Chemins de fer de l'État belge fut ouverte au trafic. Un an plus tard, elle atteignait Anvers. En 1838, le rail ligne atteignait Ans, dernière localité hesbignone avant la plongée vers la vallée de la Meuse et Liège. En 1843, le tronçon Liège - Cologne fut achevé, ce qui fit de cette ligne l'un des tout premiers chemins de fer transeuropéens.
Étant donné la déclivité de la côte d'Ans (un temps dernière difficulté de la course cycliste Liège-Bastogne-Liège), la liaison ne put être réalisée que par un imposant ouvrage d'ingénierie, un plan incliné ferroviaire qui desservirait la nouvelle gare de Liège-Guillemins.

## L'ouvrage et sa construction
L'ingénieur Henri Maus fut chargé des études techniques du dispositif et l'entrepreneur Henri Borguet prit en charge la réalisation. Celui-ci fut érigé au lieu-dit le Haut-Pré (actuel quartier de Burenville).
Le dispositif comprenait les éléments suivants :
- bâtiment principal, abritant la machinerie et les câbles (au nord des voies) ;
- générateur de vapeur (au sud des voies) ;
- les câbles.

Le 1er mai 1842, le premier train fut hissé de Liège à Ans.
Avant cette date, il fallait emprunter un omnibus à traction chevaline. Ceux-ci étaient exploités par des entrepreneurs privés dans une certaine anarchie, et il n'était pas rare que le trajet soit plus rapide à pied.
Pour la traction des trains, l'effort était transmis aux trains montants par un wagon spécial, appelé « wagon-traîneau » ou « wagon-patin », muni d'une pince dont les mâchoires saisissaient le câble moteur.
Les bâtiments furent démolis en 1879, les locomotives étant devenues suffisamment puissantes pour se passer de cette machinerie depuis 1871. Le site du Haut-Pré constitua un arrêt pour les trains omnibus jusque dans les années 1980. Depuis lors, même les quais ont été rasés, et les seules traces qui restent de ce point d'arrêt, ce sont le nom de la place du Haut-Pré (à l'emplacement de l'ancienne halte) et de la rue du Haut-Pré (qui y mène).
La présence de cette forte rampe sur l'axe international représentait une entrave à la bonne circulation des trains. Les lignes ferroviaires 31, d'Ans à Liers et 32, d'Ans à Flémalle, mises en service en 1864 et 1868 par la Compagnie du chemin de fer Liégeois-Limbourgeois (nationalisée en 1896) ne représentaient pas une bonne alternative et comportaient également de fortes rampes, surtout la ligne 32. Peu après 1900, le gouvernement décrétera la construction d'une ligne d'Angleur (Liège) à Fexhe-le-Haut-Clocher, dotée de pentes faibles grâce à plusieurs viaducs et tunnels. Interrompue par la guerre puis par la crise économique de 1929, la construction de cette ligne (actuelle ligne 36A) prend fin en 1939. Elle finira par capter tout le trafic des marchandises, ne laissant que des trains de voyageurs arpenter les rampes des anciens plans inclinés.
Jusqu'à l'électrification de la ligne 36, une seconde locomotive (vapeur, puis diesel[réf. souhaitée]) était nécessaire pour pousser le convoi jusqu'en gare d'Ans. Cette locomotive, appelée « allège », n'était pas attelée, elle pouvait ainsi se séparer du convoi sans l'arrêt de celui-ci, avant de redescendre en gare de Liège. Cette méthode perdura jusqu'aux années 1970, les premières locomotives électriques n'étant pas suffisantes pour tracter les convois dans une montée aussi forte.
La Rue du Plan Incliné est aussi le nom d'une rue de Liège, qui sur un peu moins d'un kilomètre part de la gare des Guillemins en longeant le tracé des voies en direction de l'ancien plan incliné, ainsi que celui d'une rue d'Ans, le long du plan incliné lui-même.

## Les locomotives des plans inclinés

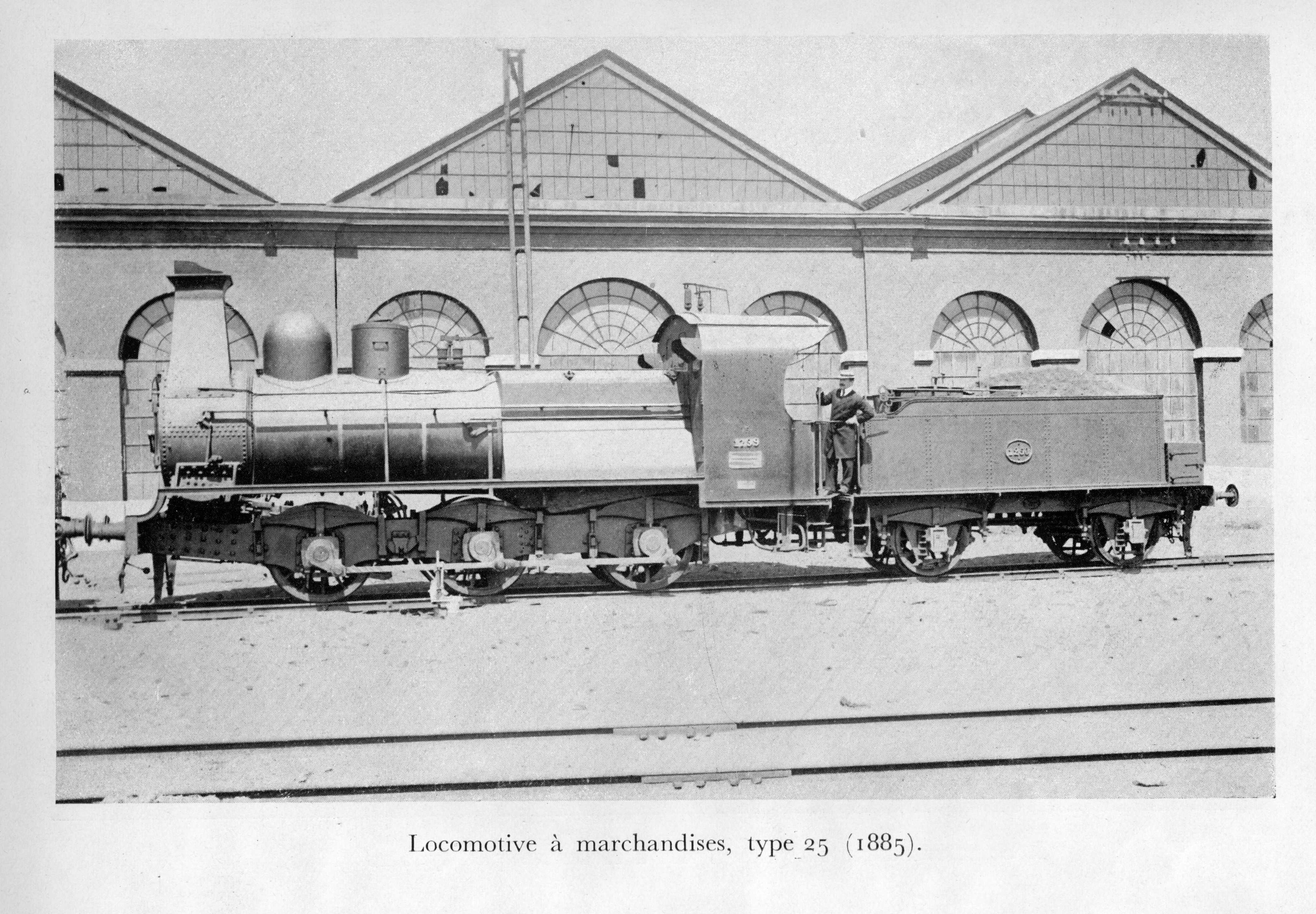
Une locomotive à vapeur de Type 25

À partir des années 1870, les locomotives à vapeur remplaçaient le système de traction par câble. Cependant, sauf pour quelques trains locaux très courts, une seconde locomotive était indispensable en pousse. L’État belge puis la SNCB feront donc usage de locomotives dédiées,, :
- les type 52, d'anciennes 030 tendérisées, furent le premier modèle utilisé comme « allége » sur les fortes rampes de la côte d'Ans ;
- construites de 1870 à 1874, les type 20 (État Belge) étaient des 040T à petites roues (pleines) spécialement conçues pour les plans inclinés et la très difficile ligne des plateaux de Herve ;
- plusieurs prototypes 041T sont développés en s'inspirant du type 20 ;
- une machine bien plus grande, la 905, était une 030+030T Mallet (la première développée par l’État belge) ; faisant forte impression lors de l’Exposition universelle de 1897 (elle était présentée comme la locomotive à vapeur la plus puissante d'Europe), sa courte carrière sera ponctuée de pannes et pertes de puissance et elle disparaîtra en 1905 ;
- des locomotives type 25, modèle standard pour marchandises entre 1885 et 1900, furent également utilisées, dont un curieux assemblage de deux locomotives aux cabines disposées de part et d'autre d'un seul tender (surnommé "Corbillard") ;
- les locomotives de manœuvre type 23 (futur type 53) feront leur apparition dès 1904 ; ces 040T assez puissantes étaient alors utilisées, non seulement pour les manœuvres mais aussi en tête de trains locaux ;
- durant la Première Guerre mondiale, l'occupant allemand, contraint de scinder ses trains de troupes et de marchandises, affectera à Liège des Gt 2×4/4 bavaroises (en). Cependant ces 040+040T Mallet, bien que très puissantes, souffriront de problèmes de traction et de freinage sur ces rampes très abruptes ;
- l'armistice de 1918 apporte de nombreuses locomotives prussiennes de grande puissance, dont des 050T T16 et T16.1. Classées type 98 par l’État belge puis la SNCB, elles seront utilisées sur les anciens plans inclinés jusqu'à la fin de la vapeur, parfois par deux en pousse des trains les plus lourds ;
- des 141T type 93, ex T14 prussiennes, seront également utilisées, en tête ou en pousse des trains ;
- après 1940, des 050T ex-Nord-Belge, désignées type 99, y seront aussi utilisées.

L'électrification de la ligne 36 en 1955 chassa les locomotives à vapeur et introduira de nombreuses automotrices, capables de monter sans assistance. Plusieurs locomotives série 22 seront spécialement équipées pour la pousse des trains, et dotées de tampons élargis pour éviter le risque de chevauchement. Leur rôle prend fin peu après l'an 2000. Des locomotives série 62, utilisées par deux, ont également servi à la pousse de longs trains de voyageurs, dont le Bergland Express.
Depuis 1939, les trains de marchandises (qui ne vont pas à Liège-Guillemins mais au triage de Kinkempois) contournent la forte côte entre Ans et Liège en empruntant le raccordement 36A de Y Voroux à Kinkempois. Ce raccordement n'est utilisé par des trains de voyageurs que si la côte Liège – Ans devient impraticable (accident, vol de cuivre…).